# Nußdorf ob der Traisen
Nußdorf ob der Traisen är en ort och kommun  i Österrike. Den ligger i distriktet Sankt Pölten-Land i förbundslandet Niederösterreich, 50 kilometer väster om huvudstaden Wien.
Kommunen består av sju orter (Ortschaften) (inom parentes invånarantal 1 januari 2024):

- Franzhausen (455)
- Fräuleinmühle (20)
- Neusiedl (48)
- Nußdorf ob der Traisen (541)
- Reichersdorf (706)
- Ried (60)
- Theyern (73)